# Taukelina Finikaso
Taukelina Finikaso est un homme politique tuvaluan.

## Biographie
Élu député dans la circonscription de Vaitupu lors des élections de 2006, il est nommé ministre des Communications et du Travail par le premier ministre Apisai Ielemia, puis ministre des Communications, des Transports et du Tourisme..
Il est réélu en 2010 et nommé ministre des Communications, des Transports et des Pêches dans le gouvernement de Maatia Toafa. Il perd ce ministère trois mois plus tard lorsque le gouvernement est renversé par une motion de défiance.
Il est nommé ministre des Affaires étrangères le 5 août 2013 dans le gouvernement d'Enele Sopoaga. Il perd son siège de député, et donc son ministère, aux élections législatives de septembre 2019.